# Half the Perfect World
Half the Perfect World è un album in studio della cantante jazz statunitense Madeleine Peyroux, pubblicato nel 2006.

## Tracce
1. I'm All Right (Walter Becker, Madeleine Peyroux, Larry Klein) – 3:27
2. The Summer Wind (Hans Bradtke, Henry Mayer, Johnny Mercer) – 3:55
3. Blue Alert (Leonard Cohen, Anjani Thomas) – 4:10
4. Everybody's Talkin' (Fred Neil) – 5:10
5. River feat. k.d. lang (Joni Mitchell) – 5:19
6. A Little Bit (Jesse Harris, Larry Klein, Madeleine Peyroux) – 4:02
7. Once in a While (Jesse Harris, Larry Klein, Madeleine Peyroux) – 4:00
8. (Looking for) The Heart of Saturday Night (Tom Waits) – 3:27
9. Half the Perfect World (Leonard Cohen, Anjani Thomas) – 4:21
10. La Javanaise (Serge Gainsbourg) – 4:11
11. California Rain (Jesse Harris, Larry Klein, Madeleine Peyroux) – 2:57
12. Smile (Charlie Chaplin, Geoffrey Parsons, John Turner) – 3:57

## Formazione
- Madeleine Peyroux - voce, chitarra acustica
- Sam Yahel - piano, piano Wurlitzer, organo Hammond, organo Estey
- Dean Parks - chitarre, ukulele
- David Piltch - basso
- Jay Bellerose - batteria, percussioni
- Scott Amendola - batteria
- Gary Foster - sassofono
- Larry Goldings - celesta
- Carla Kihlstedt, Graeme Jennings - violini
- Charith Premawardhana - viola
- Sam Bass - violoncello
- Mark Orton - arrangiamento archi
- Greg Leisz - pedal steel guitar
- Till Brönner - tromba